# Rhaphidostegium micropyxidium
Rhaphidostegium micropyxidium là một loài rêu trong họ Sematophyllaceae. Loài này được Paris mô tả khoa học đầu tiên năm 1898.